# Yaamba
Yaamba (auch: Yaambo) ist eine winzige Insel von Somalia. Sie gehört politisch zu Jubaland und geographisch zu den Bajuni-Inseln, einer Kette von Koralleninseln (Barriereinseln), welche sich von Kismaayo im Norden über 100 Kilometer bis zum Raas Kaambooni nahe der kenianischen Grenze erstreckt.

## Geographie
Die Insel schließt sich im Norden an Jabbaabe an. Weiter nördlich liegt Guume. Die Inseln werden hier auch als Isole Giuba bezeichnet.

## Klima
Als Klima herrscht heißes Steppenklima mit Monsuneinfluss.